# Jan Mendel
Jan Mendel (ur. 6 grudnia 1933 w Bielsku) – polski inżynier mechanik i działacz komunistyczny, poseł na Sejm PRL VI kadencji.

## Życiorys
Od 1957 pracował w Fabryce Śrub „Bispol” w Bielsku-Białej, gdzie był kolejno pomocnikiem ustawiacza automatów, ustawiaczem, technologiem warsztatowym, technologiem wydziałowym oraz zastępcą głównego technologa. W 1965 został absolwentem zaocznych studiów na Politechnice Śląskiej w Gliwicach. W 1966 przeniesiono go służbowo do Lewina Brzeskiego, gdzie objął funkcję głównego inżyniera w filii zakładu w celu uruchomienia nowego profilu produkcyjnego.
Do 1964 był członkiem Związku Młodzieży Socjalistycznej. Działał w Polskiej Zjednoczonej Partii Robotniczej, gdzie w 1965 został II sekretarzem podstawowej organizacji partyjnej i wykładowcą szkolenia partyjnego w „Bispolu”. W 1969 zasiadł w Komitecie Miejskim partii w Lewinie Brzeskim, a także w komisji ideologicznej przy Komitecie Powiatowym PZPR w Brzegu. Był również przewodniczącym Komitetu Miejsko-Gminnego Frontu Jedności Narodu w Lewinie Brzeskim oraz prezesem tamtejszego Klubu Sportowego „Olimpia” i Ochotniczej Straży Pożarnej. W 1972 uzyskał mandat posła na Sejm PRL w okręgu Nysa. Zasiadał w Komisji Gospodarki Morskiej i Żeglugi oraz w Komisji Przemysłu Ciężkiego i Maszynowego.

## Odznaczenia
- Medal „Za Zasługi dla Pożarnictwa”
- Odznaka honorowa „Zasłużonemu Działaczowi ORMO”
- Odznaka „Zasłużony Działacz Turystyki”